# Arroyos y Esteros
Arroyos y Esteros es una ciudad del Paraguay en el departamento de Cordillera. Está ubicada a 67 km de Asunción. Se la conoce como "La Esmeralda de las Cordilleras", debido al intenso verde de su vegetación y cultivos, también por el valle orgánico, al ser una ciudad pionera en la producción y exportación de azúcar orgánica a nivel mundial.

## Toponimia
Su nombre describe exactamente el lugar, ya que el mismo está rodeado de esteros y arroyos. También fue denominado como Tobatí Tuyá, tomando el nombre de uno de los ríos de la región. En realidad el nombre Tobatí Tuyá corresponde a un puerto situado a orillas del río Manduvirá desde donde en la década del 50 al 60 eran exportadas piñas y bananas hacia mercados argentinos, actividad que fue suspendida por la colmatación del río lo que volvió imposible su navegación por embarcaciones de gran calado.

## Historia

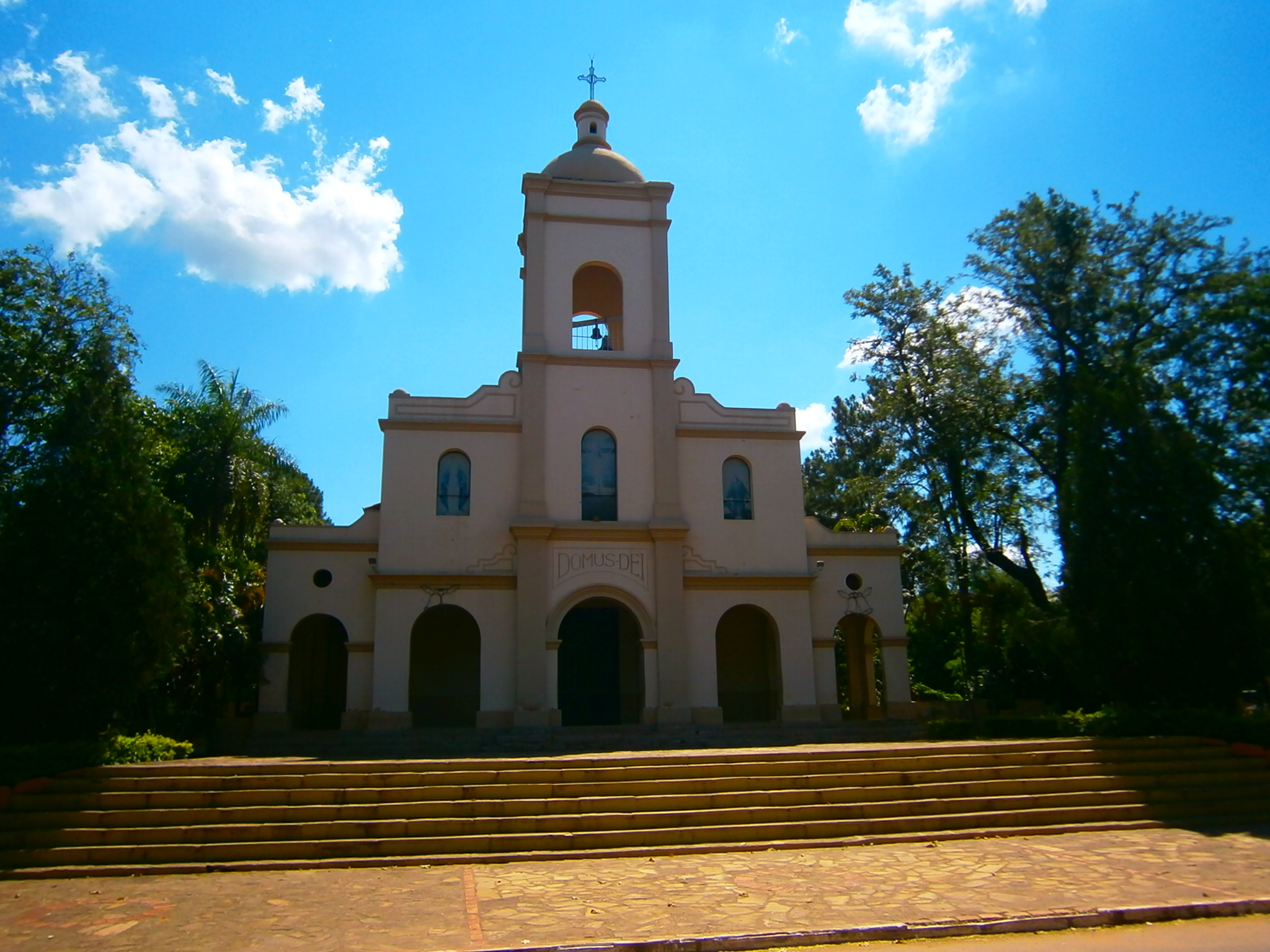
Iglesia de Arroyos y Esteros.

Originada en una capilla estanciera fundada en 1781 durante el gobierno de Pedro Melo de Portugal y que era conocida como "Capilla Duarte". Fue hasta 1793 viceparroquia de Piribebuy; ese año se convirtió en parroquia, lo que llevó a los pobladores de la comarca a empezar a construir alrededor de la capilla, dando origen al pueblo en 1795. el 21 de febrero de 1873 adquirió categoría de distrito con la creación de su Junta Económico Administrativa. No existe un consenso sobre la fecha de fundación. La denominación del nombre Arroyos y Esteros aparece en documentos oficiales que datan de 1843.
Albino Alfonso Da-Silva Caballero, nacido el 21 de noviembre de 1912, hijo de Fidel Alfonso Caballero y Heraldina Da-Silva Caballero, hijo de Matías Alfonso y Concepción Caballero, inmigrantes españoles y portugueses a finales de 1700 principio de 1800 aproximadamente, contaba oralmente la historia de su familia y su ubicación en el lugar que hoy es Arroyos y Esteros. Albino falleció el 6 de enero del 2012.
Cuenta que sus abuelos y tías mientras estaban en los campos con los ganados les solían contar historias, entre ellas la del lugar, de cómo llegaron a instalarse en la zona este del Río Paraguay, un lugar de muchos arroyos, esteros y ríos y como paseaban y exploraban el lugar, dice que en una de esas estaba la abuela Concepción Caballero que andando dijo: "Este lugar es de muchos arroyos y esteros" y desde entonces hablaban de Arroyos y Esteros y fue naturalmente que la gente empezaban a decir Arroyo y Esteros al referirse al lugar.
La población iba creciendo y se formaron comunidades que los llamaban Compañías; así Compañía de Urundey, Galvan, Cerrito, Arrecife, Isla Guazú.

## Geografía

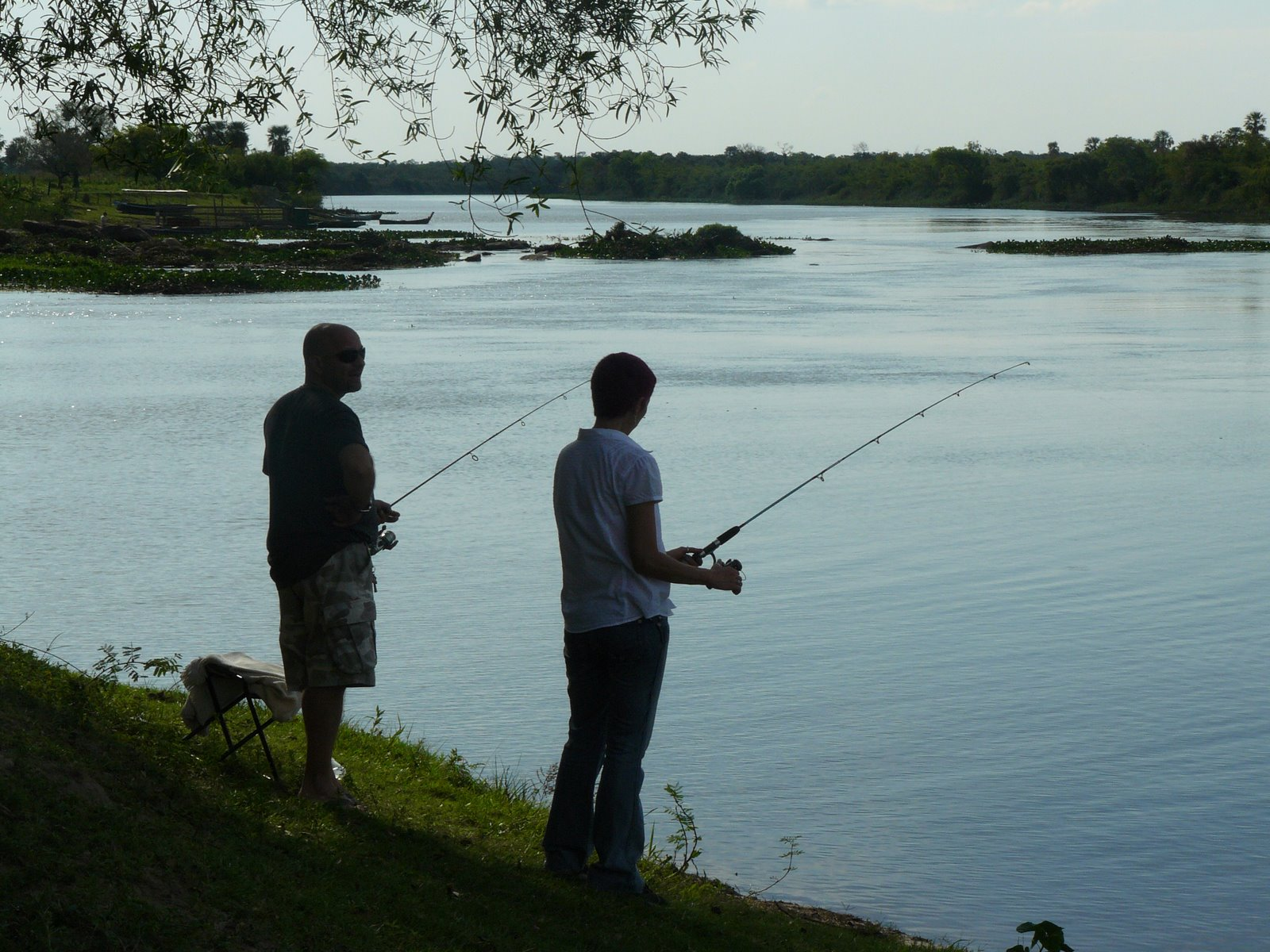
Río Manduvirã

La topografía puede ser descrita con las palabras del fundador de ciudades, el Padre Fidel Maíz, una ciudad con muchas corrientes y pantanos. Arroyos y Esteros está rodeada por los grandes ríos, el Piribebuy y el Manduvirá, estos son alimentados por varios esteros y arroyos antes de confluir ambos al río Paraguay.
Según la leyenda, a orillas del río Manduvirá, en el Puerto Tobatí Tuyá, fueron encontradas las dos imágenes de la Virgen Madre, una de ellas se encuentra en la ciudad de Caacupé y la otra en Tobatí. Arroyos y Esteros es una zona muy rica en su vegetación, privilegiada por su ubicación. Su cuenca hidrográfico está compuesto por el río Manduvirá; los arroyos Yhaguy, Yhú, Capiatá, Hondo, Tobatiry, Tacuary, Cañada. Posee los cerros Mainumby, Ypecuá, Olivares, Lomas de Acevedo, Cordillera de los Altos.

## Clima

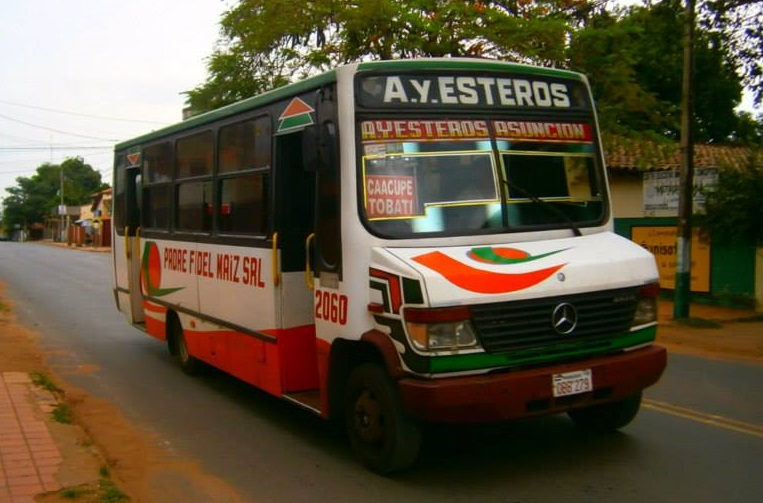
Colectivo de la empresa Padre Fidel Maíz, a su paso por Arroyos y Esteros.

El clima en el departamento de Cordillera es templado y seco. La temperatura media es de 22 °C, la máxima en verano 39 °C y la mínima en invierno, 3 °C.

## Demografía
Arroyos y Esteros cuenta con 20 347 habitantes en total, según datos oficiales del censo paraguayo de 2022. Debido a la escasa fuente de trabajo, la población joven generalmente emigra en busca de nuevas oportunidades.

## Economía

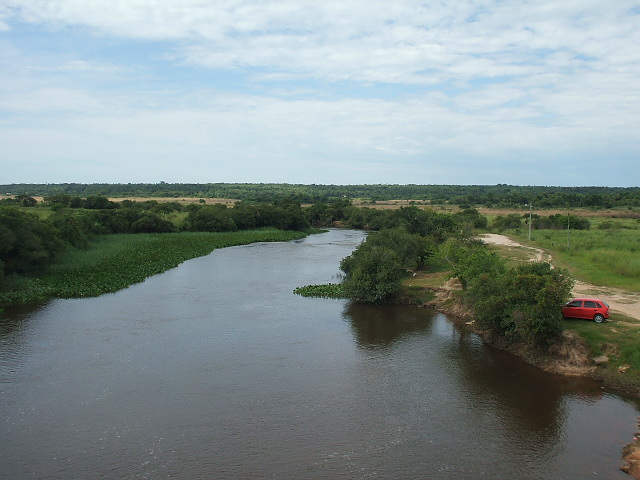
Cause hídrico de Arroyos y Esteros.

Arroyos y Esteros, es conocida como la “Cuna Mundial del Azúcar Orgánica", por ser la principal productora de caña dulce del Paraguay, de la caña también se extrae miel y aguardiente. Otros rubros a los que se dedican los pobladores son la producción de piña, banana, entre otros.

La principal actividad económica en Arroyos y Esteros es la agricultura, sobre todo la caña de azúcar. La piña y melones son otras cosechas importantes. El sésamo fue presentado hace unos años y lentamente está incursionando, a pesar de algunos fracasos tempranos en la cosecha. Hay varias estancias en el área con mucho ganado y algunos otros animales menores (ovejas, cabras). La llegada de una fábrica de azúcar dedicada a la producción de azúcar orgánico cambió la cara de la economía arroyense, cuando pequeñas fábricas antiguas de melaza cerraron para entregar la materia prima a la nueva fábrica que era ampliamente más eficiente. Hoy día en la región existen grandes extensiones de tierras dedicadas a la agricultura, en especial el cultivo de arroz. Inversión segura que cuenta con la topografía y caudal hídrico suficiente que garantiza la buena cosecha del cereal para su exportación en un casi 100% de la producción al mercado brasileño.

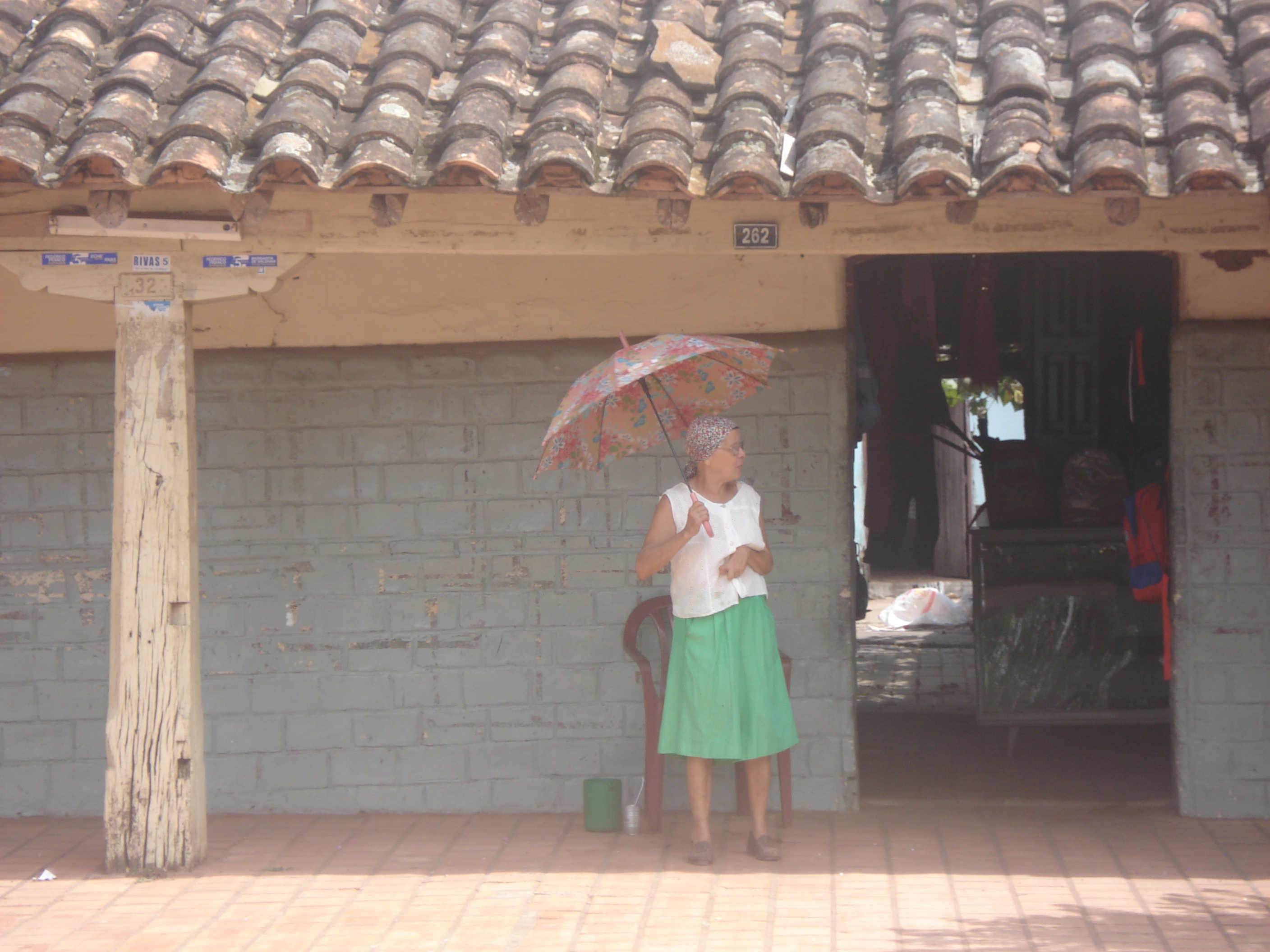
Antigua casa en la Ciudad de Arroyos y Esteros.

## Cultura
Arroyos y Esteros es conocido como Valle Orgánico. Cada sábado a la mañana uno puede comprar los vegetales y frutas más frescos. Aquí se encuentra una amplia variedad de frutas y verduras, de acelga al calabacín, mermeladas caseras, queso, leche, huevos, y bocaditos tradicionales paraguayos cocinados en el tatakua del local.
Grandes artistas son oriundos de esta ciudad, como Marizza, Tony Martínez y Dionisio Villamayor.